# Trichonotus cyclograptus
Trichonotus cyclograptus is een straalvinnige vissensoort uit de familie van de wadvissen of zandduikers (Trichonotidae). De wetenschappelijke naam van de soort is voor het eerst geldig gepubliceerd in 1890 door Alcock.